# Dissolvingmassa
Dissolvingmassa är en kemisk massa som utgör råmaterial till textilindustrin för tillverkning av viskos och lyocell till textilier, vilken i sin tur används för att tillverka kläder, sängkläder och möbelklädsel samt cellofan, disktrasor och hygienartiklar.
Dissolvingmassa kan tillverkas av träråvara eller av återvunna textilier. Merparten av råvaran är massaved, vid sidan av bambu och bomull. Dissolvingmassa erhålls genom långt driven kokning och blekning, varvid en nära nog kemiskt ren cellulosa utvinns.
Sverige tillhör de stora produktionsländerna av dissolvingmassa baserad på träfiber, tillsammans med bland andra Kanada, Brasilien, USA och Sydafrika. 
I Sverige tillverkas dissolvingmassa främst av Domsjö Fabriker i Örnsköldsvik och Södra Skogsägarna. Södra använder björkved som råvara i massabruket i Mörrum, också uppblandad med textilfibrer. En anläggning för tillverkning av dissolvingmassa enbart av återvunna textilier är (i augusti 2021) under uppförande i tidigare Ortvikens pappersbruk i Sundsvall.
I Finland avvecklar Stora Enso 2021 sin tidigare tillverkning av dissolvingmassa i Enocell-bruket i Uimaharju i Joensuu.